# 勞倫·希爾 (籃球員)
勞倫·希爾（英語：Lauren Hill，1995年10月1日—2015年4月10日），美國已故學生籃球運動員，生前效力於辛辛那提聖約瑟夫山大學。她在2014年美聯社年度最佳女運動員評選中獲得亞軍，在投票中僅次於莫內·戴維斯（Mo'ne Davis），位居第二。
希爾於2014年10月被發現罹患腦部惡性腫瘤，但她仍然聖約瑟夫山大學出賽了4場比賽，同時她創立「為蘿倫上籃」（Layup4Lauren）活動，目的是為癌症研究基金會募款。
2015年2月6日，聖約瑟夫山大學授予希爾人道文學榮譽博士學位。
2015年4月5日，她被授予帕特·薩米特勇氣獎。
希爾於2015年4月10日在辛辛那提兒童醫院醫療中心去世。2015年4月13日在辛塔斯中心舉行了公眾探視和追悼會，並於2015年4月15日舉行了私人葬禮和下葬。